# Turbe (mavzolej), Bihać
Turbe mavzolej je tűrbe (beseda za »grobnica« ali mavzolej, ki se je uporabljala v Osmanskem cesarstvu) v Bihaću v Bosni in Hercegovini, ki izvira iz obdobja avstro-ogrske vladavine v Bosni in Hercegovini in je bil zgrajen za izkazovanje spoštovanja do branilcev mesta, ki so umrli v boju proti avstro-ogrskim vojakom leta 1878.

## Zgodovina
Z odločitvijo Berlinskega kongresa je junija 1878 Avstro-Ogrska dobila pravico priključiti Bosno in Hercegovino. Ob vstopu avstro-ogrske vojske je trajalo več mesecev, da so zadušili odpor, predvsem muslimanskega prebivalstva. Boji pod obzidjem Bihaća so se začeli 7. septembra in šele 19. septembra so branilci predali mesto Bihać. Padec Bihaća je odvračilno vplival na branilce drugih mest v Bosanski krajini, zato so bili večinoma brez večjega odpora pokorjeni, razen Velike Kladuše in Pećigrada, kjer je odpor trajal do oktobra 1878.
Tűrbe je bil najprej lesen, vendar je bil na njegovem mestu leta 1890 zgrajena cerkev, avstro-ogrska vlada pa je, da bi pridobila soglasje muslimanskega prebivalstva Bihaća, na svoje stroške zgradila sedanji tűrbe. Nekateri viri navajajo, da je tűrbe iz časa osmanske vladavine.
Ta čisto sakralni spomenik je bil med vojno v 1990-ih močno poškodovan, vendar je bil popravljen in je danes močan simbol bošnjaške duhovne kulture na tem območju.

## Opis
Tűrbe sodi v tip z osmerokotno bazo, ki jo pokriva kupola. Robovi sten so vsi enaki, dolgi 2,60 m. Stenski material je mešanica kamna in opeke, s celotno zunanjo fasado iz kamna bihacit, zelo mehkega in lahkega lokalnega apnenca. Tűrbe je razdeljen s horizontalnim profiliranim kamnitim vencem, ki štrli 35 cm iz stene, na katerega se naslanja spodnji rob okna. Glede na razmerja je cona nad vencem nekoliko večja in znaša 2/3 višine celotnega objekta, merjeno brez kupole.
Zgornji del kupole je zgrajen iz natančno klesanih kvadratnih blokov bihacitnega kamna, ki so položeni zelo pravilno, spodnja pa je zgrajena iz grobo obdelanih kamnitih blokov, razporejenih v štiri vodoravne vrste z zelo izrazitimi fugami. Tűrbe je obokan s kupolo, prekrito s pocinkano pločevino.

### Notranjost
V tűrbu sta dve leseni krsti, vsaka je sestavljena iz sarkofaga z nagrobnikom nišanom. Na samem tűrbu, niti na nišah ni nobenega napisa, so pa okrašeni s številnimi okraski v obliki zvitih trakov.

## Narodni spomenik
Zgodovinski objekt Mavzolej Turbe v Bihaću je Komisija za ohranjanje nacionalnih spomenikov Bosne in Hercegovine razglasila za nacionalni spomenik Bosne in Hercegovine.